# Matthias Leitner
Matthias Leitner, född 22 september 1935 i Kitzbühel, är en österrikisk före detta alpin skidåkare.
Leitner blev olympisk silvermedaljör på slalom vid vinterspelen 1960 i Squaw Valley .